# Liptov

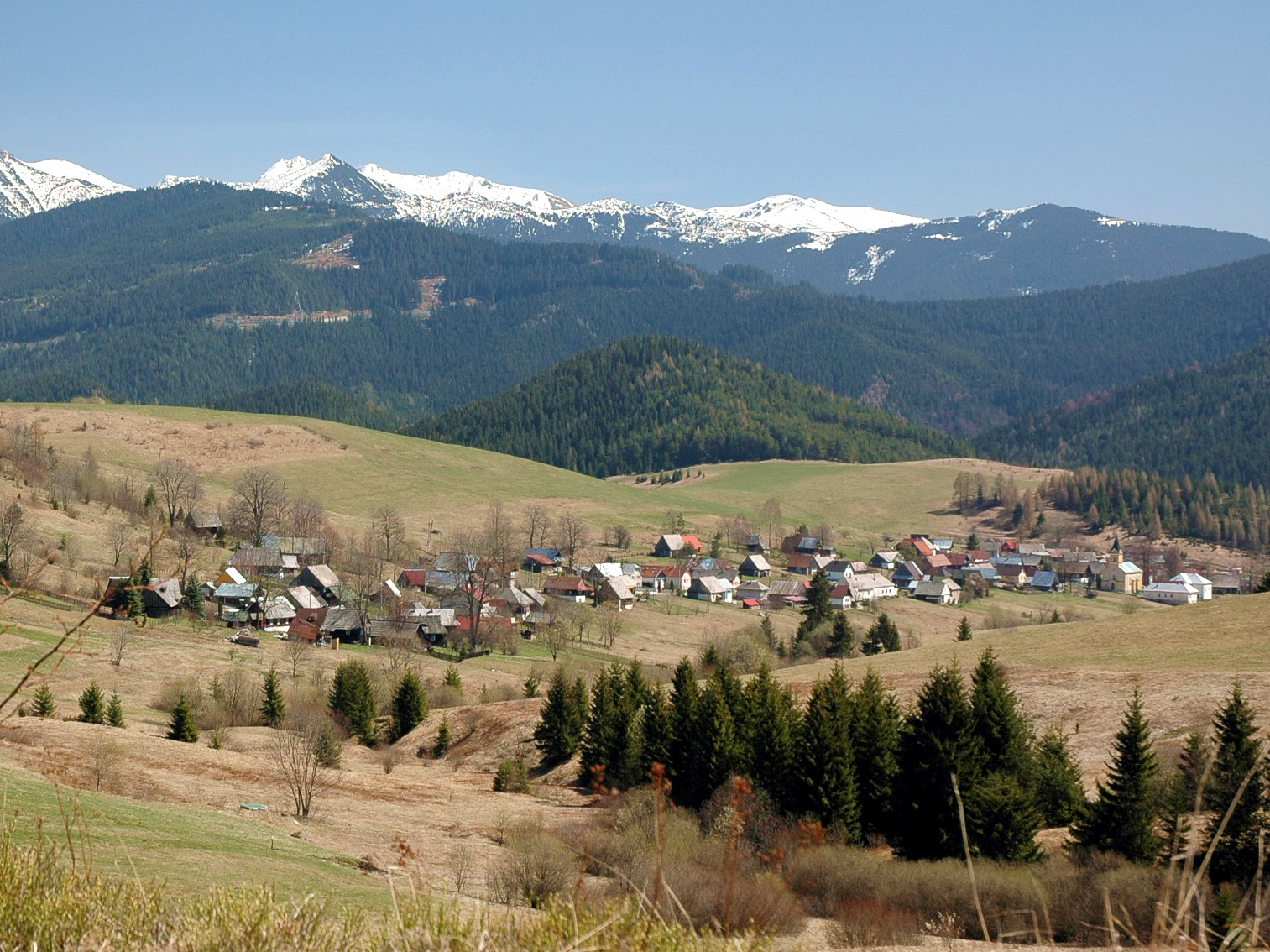
Landschap in Liptov

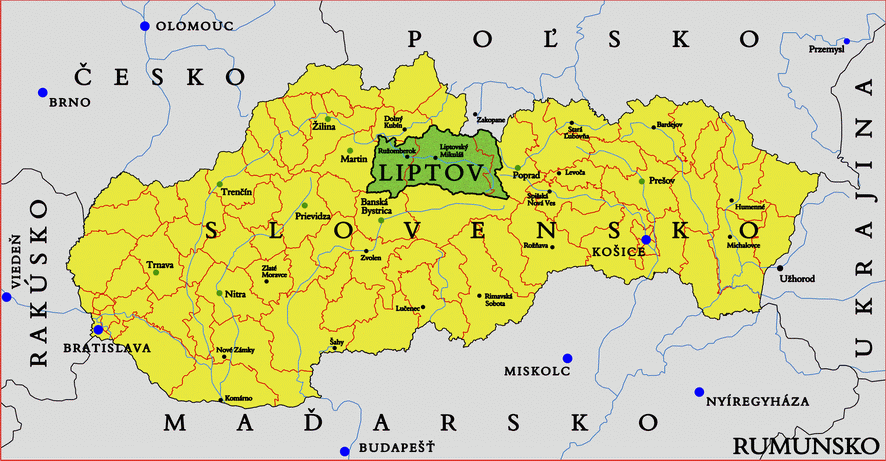
Liptov op de kaart van Slowakije

Liptov (Duits: Liptau, Hongaars: Liptó) is een landstreek in Midden-Slowakije. Het bergachtige gebied wordt doorsneden door de Váh, die de Hoge Tatra van de Lage Tatra scheidt.
Het gebied vormt geen administratieve eenheid. Tot 1918 was het dat wel, namelijk als comitaat van Hongarije. Tegenwoordig is Liptov verdeeld over de districten Liptovský Mikuláš en Ružomberok en het westelijk deel van Poprad. Het gebied is genoemd naar de hoogstgelegen burcht van Slowakije, die al sinds de 15de eeuw een ruïne is. Van hieruit werd het comitaat aanvankelijk bestuurd. 
Liptov is de naamgever van de liptauer, een traditioneel mengsel van schapenkaas en paprika dat in grote delen van Midden-Europa bekend is. 

## Museum
Over deze landstreek is een museum gemaakt dat zich in Pribylina bevindt.

## Trivia
Een aantal plaatsen zijn vernoemd naar deze landstreek. Bijvoorbeeld: Liptovská Mara (stuwmeer), Liptovský Mikuláš, Liptovský Jan, Liptovský Peter, Liptovská Porúbka en Liptovský Hrádok.